# آزان-ا-سومازان
آزان-ا-سومازان (به فرانسوی: Azannes-et-Soumazannes) یک کمون در فرانسه است که در canton of Damvillers واقع شده‌است. آزان-ا-سومازان ۱۸٫۱۱ کیلومتر مربع مساحت دارد ۲۲۴ متر بالاتر از سطح دریا واقع شده‌است.